# Alphonse Fleuriot de Langle
Pour les autres membres de la famille, voir Famille Fleuriot de Langle.
Alphonse Jean René Fleuriot de Langle, né le 16 mai 1809 à Plouigneau (Finistère) et mort le 22 juillet 1881 à Paris, est un vice-amiral français 

## Biographie
Il est le petit-fils de Paul Fleuriot de Langle, qui meurt lors de l'expédition de La Pérouse où il commande l'Astrolabe, et le frère de l'amiral Camille Fleuriot de Langle.
Il devient officier de marine le 7 octobre 1827, à 18 ans, comme aspirant. Il participe à l'expédition d'Alger, est aux Antilles en 1830, prend part au blocus d'Anvers en 1833 puis à des expéditions scientifiques en Norvège.
Il devient commandant en 1840, sur la Malouine, puis la Caraïbe en Afrique occidentale. Il participe à la guerre de Crimée entre 1854 et 1856, sur le Turenne.

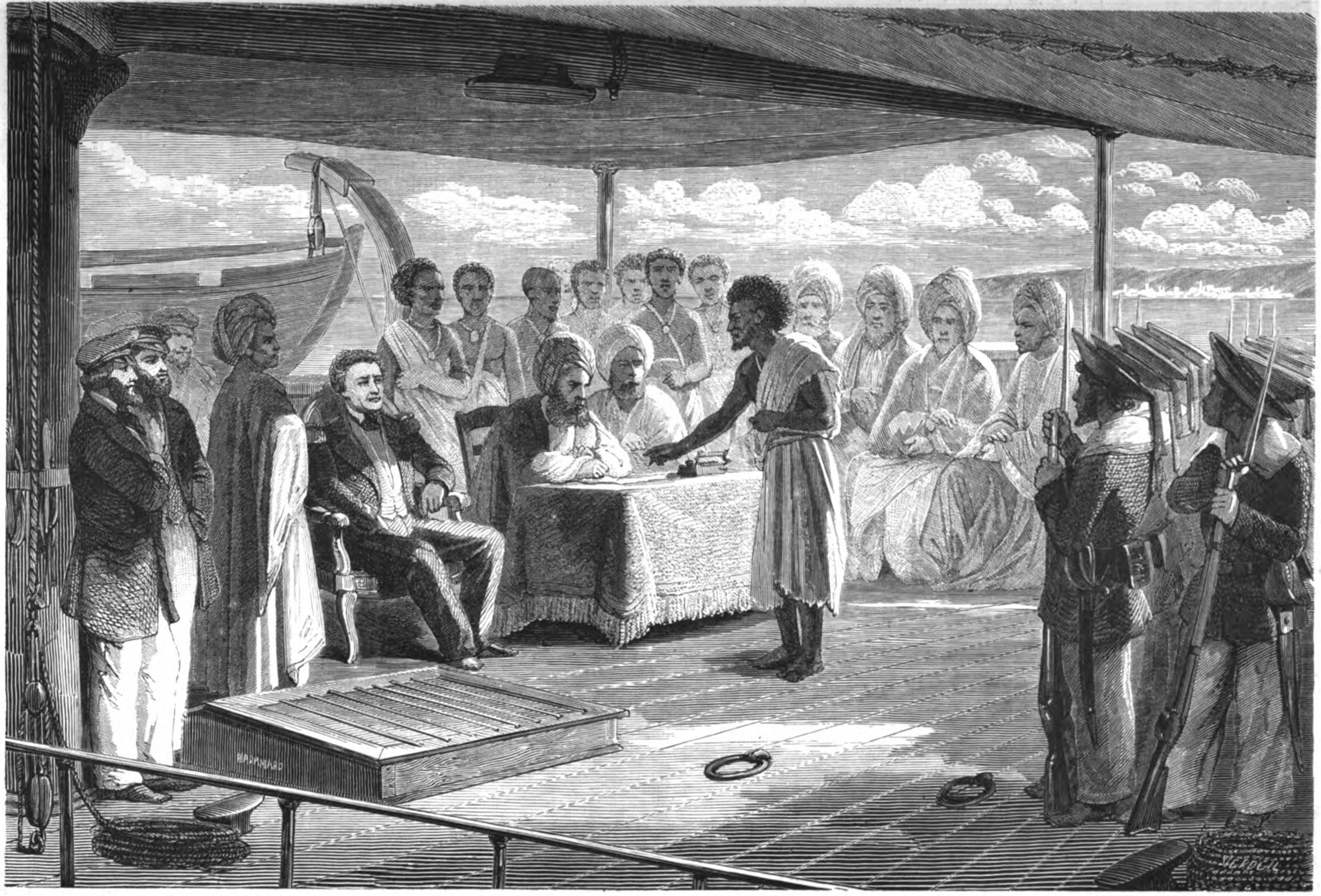
Déposition d’Abdul Ahy devant le cadi de Zeyla et le commandant Fleuriot de Langle., gravure publiée dans Le Tour du monde en 1862

En 1858, capitaine de vaisseau, il arme le La Cordelière à Lorient, et part commander la station navale des Côtes orientales d'Afrique, basée à La Réunion. C'est à ce titre qu'il enquête sur la mort d'Henri Lambert dans le golfe de Tadjoura en 1862.
Il devient contre-amiral le 9 mai 1863, puis vice-amiral le 23 janvier 1871. Il est préfet maritime du 2e arrondissement maritime de Brest de juin 1873 à mai 1874. Il meurt à Paris le 27 juillet 1881.
Il est élevé à la dignité de grand officier de la Légion d'honneur en mars 1868.
Il épouse Suzanne Armande de La Monneraye, petite-nièce de  Pierre Bruno Jean de La Monneraye, le 29 juin 1836 à Morlaix , une cousine issue de germaine. Leur fils, Émile Fleuriot de Langle (1837-1881), assistant de l'explorateur Joseph Lambert au Madagascar, eut de la djoumbé (sultane) Fatima de Mohéli, une fille, Salima, dernière reine de Mohéli (1874-1964), qui fut déposée par le gouvernement français et exilée en France en 1909,.

## Sources et bibliographie
- Roger Joint-Daguenet, Aux origines de l’implantation française en mer Rouge, chapitre 15, L’Harmattan, Paris, 1992, 347 p.,